# 國民總力朝鮮聯盟
國民總力朝鮮聯盟（日语：〔〕／，：／），是日本統治時代的朝鮮為配合新體制運動，而於1940年成立的組織，由時任朝鮮總督府機關報每日新報社長崔麟擔任理事。
前身為1938年（昭和13年）成立之「國民精神總動員朝鮮聯盟」，其性質相當於日本内地的大政翼贊會。